# Djuptjärnen (Vibyggerå socken, Ångermanland)
Djuptjärnen är en sjö i Kramfors kommun i Ångermanland och ingår i Nätraån-Ångermanälvens kustområde. Sjön har en area på 0,0563 kvadratkilometer och ligger 280,1 meter över havet. Sjön avvattnas av vattendraget Inviksån.

## Delavrinningsområde
Djuptjärnen ingår i det delavrinningsområde (700445-161604) som SMHI kallar för Utloppet av Stor-Ysjön. Medelhöjden är 305 meter över havet och ytan är 4,63 kvadratkilometer. Det finns inga avrinningsområden uppströms utan avrinningsområdet är högsta punkten. Avrinningsområdets utflöde Inviksån mynnar i havet. Avrinningsområdet består mestadels av skog (83 procent). Avrinningsområdet har 0,42 kvadratkilometer vattenytor vilket ger det en sjöprocent på 9 procent.